# Сапега, Николай Лев
Николай Лев Сапега (пол. Mikołaj Leon Sapieha, 1644 — 1 февраля/10 июня 1685) — государственный и военный деятель Речи Посполитой, ротмистр королевский (1670), каштелян волынский (1677—1683), воевода брацлавский (1683—1685). Участник войн Речи Посполитой с Османской империей и Крымским ханством (1666—1671, 1672—1676, 1683—1699).

## Биография
Представитель коденской линии знатного литовского магнатского рода Сапег герба «Лис». Старший сын польного писаря коронного Яна Фредерика Сапеги (1618—1664) и Констанции Гербут. Младшие братья — воевода трокский Казимир Владислав и епископ жемайтский Павел Франтишек Сапеги.
В 1664 году после смерти своего отца Николай Лев Сапега возглавил его казацкую хоругвь. В декабре 1666 года участвовал в неудачной для польской армии битве под Браиловом, где его отряд понёс значительные потери. В 1667 году был избран послом на сейм.
В 1673 году Николай Лев Сапега во главе своей хоругви участвовал в разгроме польско-литовской армией Яна Собеского турецких войск в битве при Хотине. В 1676 году участвовал в военной кампании во главе собственной панцирной хоругви. В 1677 году получил должность каштеляна волынского.
В 1683 году Николай Лев Сапега во главе собственной панцирной хоругви участвовал в Венской битве с турками и в том же году получил должность воеводы брацлавского. В 1684 году участвовал в новой военной кампании против турок-османов. Ему принадлежало овруцкое староство. Сохранял верность польскому королю Яну III Собескому и не участвовал в политической деятельности.
Скончался между 1 февраля и 10 июня 1685 года. Был похоронен в костеле Святой Анны в Кодне.

## Семья
В 1678 году Николай Лев Сапега женился на Анне Харленской (ум. после 1695), от брака с которой имел двух сыновей и одну дочь.